# Diores chelinda
Diores chelinda är en spindelart som beskrevs av Rudy Jocqué 1990. Diores chelinda ingår i släktet Diores och familjen Zodariidae.
Artens utbredningsområde är Malawi. Inga underarter finns listade i Catalogue of Life.